# ویرشم
ویرشم (به آلمانی: Wierschem) یک شهر در آلمان است که در ماین-کبلنتس واقع شده‌است. ویرشم ۳۳۳ نفر جمعیت دارد.